# Egeïsche Zee

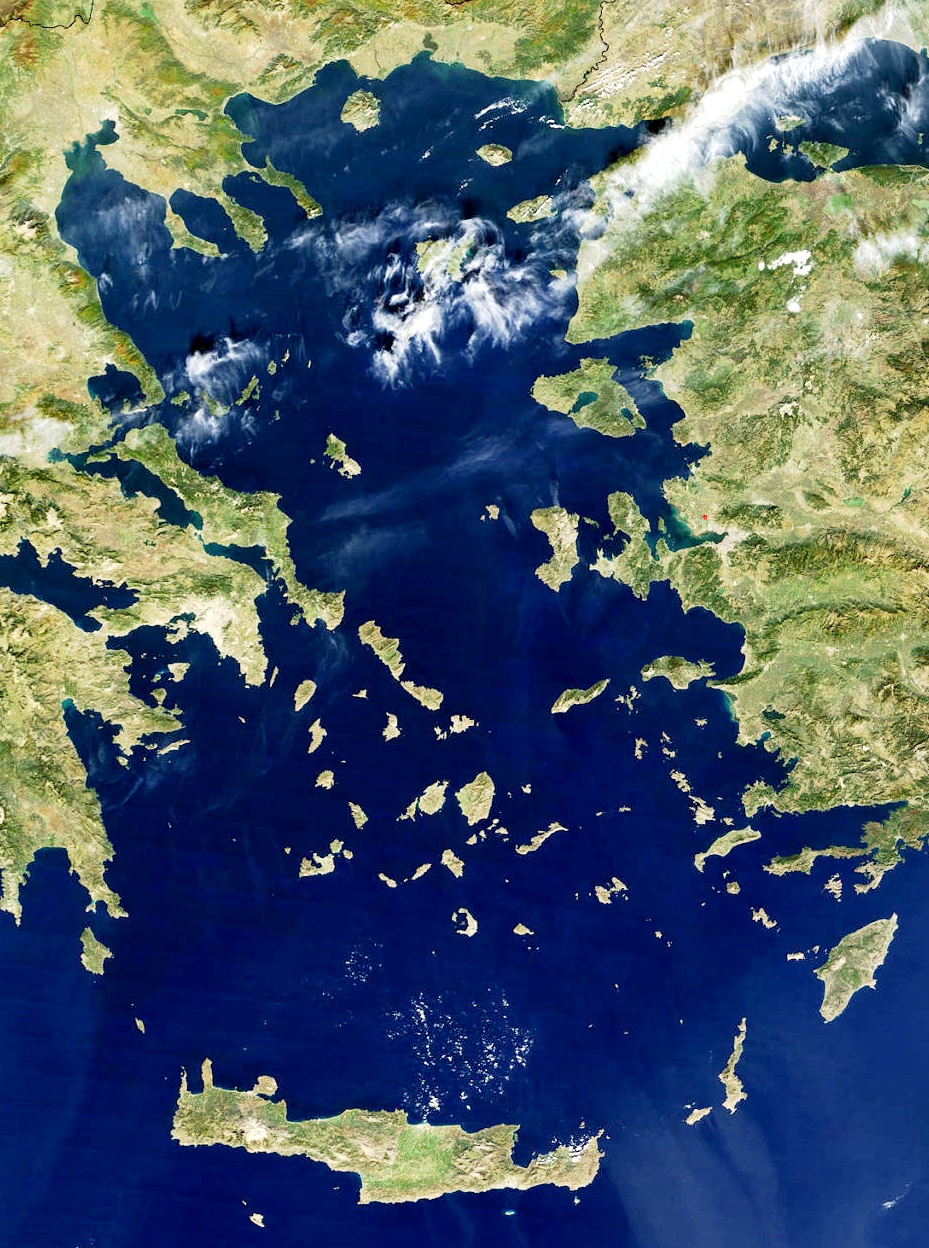
satellietfoto van de Egeïsche Zee

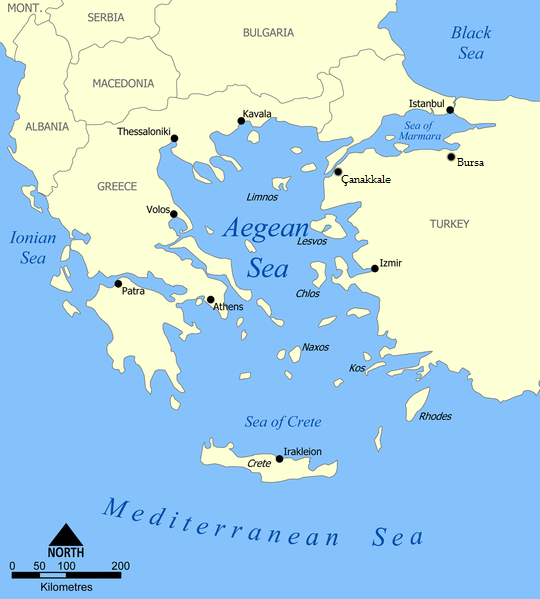
kaart

De Egeïsche Zee (Grieks: Αιγαίο Πέλαγος, Aigaío Pélagos, Turks: Ege Denizi), of Icarische Zee is het deel van de Middellandse Zee dat tussen Griekenland en Turkije in ligt. Er liggen veel eilanden in de Egeïsche Zee, waarvan verreweg de meeste tot Griekenland behoren, maar ook enkele tot Turkije. De Turkse Dardanellen vormen in het noordoosten een grens van de Egeïsche Zee, in het noordwesten het Griekse schiereiland Chalcidice, in het westen het Griekse eiland Evia en het Griekse vasteland, in het oosten het Turkse vasteland en in het zuiden het Griekse eiland Kreta. Het zuidelijk deel van de zee heet de Kretenzische Zee in in het zuidwestelijk deel de Myrtoïsche Zee. Ten westen ligt de Ionische Zee, ten zuiden de Libische Zee en ten zuidoosten de Levantijnse Zee.
De eilanden van de Egeïsche Zee zijn populair bij mensen die voor hun plezier van eiland tot eiland reizen. Zij worden in het Engels island hoppers genoemd, wat staat voor een vorm van rugzaktoerisme. Er staan bij de haven van een eiland vaak mensen de veerboten op te wachten, om de toeristen kamers, Grieks: dhomatia, aan te bieden voor een overnachting op het eiland. Er wordt ook tussen de Griekse eilanden en het Griekse en Turkse vasteland gevaren.

## Etymologie
Er zijn sinds de klassieke oudheid verschillende verklaringen bekend voor de naam Egeïsch. Men zei dat de naam verwees naar de stad Aigai, dat een archeologische site is, naar Aegea, koningin van de Amazonen die in de zee verdronk, of naar Aigaion, de 'zeegeit', een andere naam voor Briareus, een van de Hekatoncheiren.
Een andere mogelijkheid is dat de zee haar naam dankt aan de mythe van Aigeus, Grieks: Αἰγεύς, Latijn: Ægeus of Aegeus, de vader van Thèseus, Grieks: Θησεύς, Latijn: Theseus. Theseus had toen hij van een reis terugkwam, waarbij hij de Minotaurus had gedood, vergeten Aigeus met een wit zeil te seinen dat hij nog leefde. Aigeus sprong daarom in de Egeïsche Zee en overleed.
Nog een andere mogelijke etymologie is dat het een afleiding betreft van het Griekse woord αἶγες, aiges, golven. Hesychius van Alexandrië gebruikt ze als metafoor afgeleid van αἴξ, aix, geit, vandaar 'golvende zee', bijvoorbeeld ook αἰγιαλός, aigialos, kust.
De zee wordt in het Bulgaars de Witte Zee, Бяло море, genoemd, tegenover de Zwarte Zee, Черно море. Dit gebruik is afgeleid van het Turks Ak Deniz, Witte Zee, en Kara Deniz, Zwarte Zee, hetgeen weer verwijst naar een oud Turks gebruik om de woorden wit en zwart te gebruiken voor zuid en noord.

## Rampen in de Egeïsche Zee
- 21 november 1916, Britannic – De HMHS Britannic, een zusterschip van de Titanic en de Olympic zonk in de Eerste Wereldoorlog. Omdat deze ramp zich na de ramp met de RMS Titanic voordeed, was de scheepswet, die voorschreef dat er voldoende reddingsboten aan boord dienden te zijn voor alle opvarenden, al van kracht. Dit resulteerde in het overlijden van slechts 32 opvarenden, tegenover ruim 1500 opvarenden bij de ramp met de Titanic.
- 8 december 1966, Heraklion – De SS Heraklion kapseisde en zonk, waarbij meer dan 200 mensen om het leven kwamen.
- 11 september 2004 – Patriarch Petrus VII van Alexandrië, drie andere bisschoppen van het patriarchaat van Alexandrië en nog twaalf mensen komen bij een vliegtuigongeluk boven de Egeïsche Zee om het leven.

## Eilandengroepen in de Egeïsche Zee
- Cycladen
- Dodekanesos
- Noord-Egeïsche Eilanden
- Saronische Eilanden
- Sporaden